# Diéval
Diéval is een gemeente in het Franse departement Pas-de-Calais (regio Hauts-de-France) en telt 701 inwoners (2005). De plaats maakt deel uit van het arrondissement Béthune.

## Geografie
De oppervlakte van Diéval bedraagt 12,1 km², de bevolkingsdichtheid is 57,9 inwoners per km².
De onderstaande kaart toont de ligging van Diéval met de belangrijkste infrastructuur en aangrenzende gemeenten.

## Demografie
Onderstaande figuur toont het verloop van het inwonertal (bron: INSEE-tellingen).